# 78 v.Chr.
Het jaar 78 v.Chr. is een jaartal volgens de christelijke jaartelling.

## Gebeurtenissen

### Italië
- Marcus Aemilius Lepidus en Quintus Lutatius Catulus worden door de Senaat gekozen tot consul van het Imperium Romanum.
- Aemilius Lepidus voert hervormingen door over de graanwet, maar komt in conflict met de senaatspartij (optimates).
- Quintus Lutatius Catulus geeft opdracht om op het Capitool, het Tabularium (staatsarchief) te laten bouwen.
- Lucius Cornelius Sulla sterft op zijn landgoed in Puteoli, aan een inwendige bloeding vanwege alcoholmisbruik. Er wordt in Rome op het Forum Romanum, een officiële staatsbegrafenis gehouden.

### Libië
- Cyrenaica wordt met Kreta een Romeinse provincie, de Joden in Cyrene worden door de Griekse bevolking onderdrukt en moeten de hellenistische cultuur accepteren.

## Overleden
- Lucius Cornelius Sulla (~138 v.Chr. - ~78 v.Chr.), Romeins staatsman en veldheer (60)
- Publius Rutilius Rufus (~158 v.Chr. - ~78 v.Chr.), Romeins consul en veldheer (80)